# NBA All-Star Game 2025
Le NBA All-Star Game 2025 est la 74e édition du NBA All-Star Game. Il se déroule le 16 février 2025 au Chase Center de San Francisco, en Californie. C'est la quatrième fois que les Warriors accueillent l'évènement et la première fois depuis 2000. L'événement est retransmis au niveau national par la chaîne TNT pour la 23e année consécutive et dernière année.
Le NBA All-Star Game cette année se déroule sous la forme d'un tournoi composé de quatre équipes, comme les plus récents NHL All-Star Games et le Rising Stars Challenge. Trois équipes sont composées parmi les 24 joueurs sélectionnés par Shaquille O'Neal, Kenny Smith et Charles Barkley, tandis que Candace Parker dirige l’équipe gagnante du Rising Star Challenge.

## All-Star Game

### Format
Le 17 décembre 2024, la NBA a annoncé que le NBA All-Star Game utiliserait un nouveau format de tournoi à quatre équipes, similaire au format utilisé par le Rising Stars Challenge depuis 2022. Chacune des équipes est composée de 8 joueurs, sélectionné par les analystes NBA sur TNT, Shaquille O'Neal, Kenny Smith et Charles Barkley. La quatrième équipe du tournoi est le vainqueur du Rising Stars Challenge, avec Candace Parker à sa tête.
Les entraîneurs principaux de chaque équipe seront choisis parmi les entraîneurs des franchises ayant obtenus les meilleurs résultats en saison régulière dans chaque conférence, selon les matchs joués jusqu’au 2 février 2025. Les trois matchs (deux demi-finales et une finale) se terminent lorsqu’une équipe a atteint un score de 40 points.

### Sélection des titulaires

#### Système de vote
Le vote pour le All-Star Game 2025 s'est tenu du 19 décembre 2024 au 20 janvier 2025. Les titulaires sont de nouveau choisis par trois comités : les fans, médias et joueurs. La répartition des votes se fait de la manière suivante, concernant les titulaires des deux équipes : 50% des votes des fans, 25% des votes des médias et 25% des votes des joueurs.
Des checkpoints détaillés ont été réalisés le 2 janvier, le 9 janvier et le 16 janvier. La NBA a également remis au goût du jour les «3-for-1 days», c'est-à-dire que pendant cinq jours, les votes compteront triple ; il s'agissait du 21 et 25 décembre puis les 3, 10, 17 et 20 janvier.
La NBA a révélé le résultat final des votes et le choix des titulaires le 23 janvier 2025. Une note pondérée est finalement calculée afin de déterminer les titulaires de la conférence, les notes au plus proche de 1 peuvent permettre au joueur d'être élu titulaire.

##### Conférence Est
| * | Sélectionné en tant que titulaire |

| #  | Joueur (équipe)                           | Classement des joueurs | Classement des fans | Classement des médias | Score pondéré |
| -- | ----------------------------------------- | ---------------------- | ------------------- | --------------------- | ------------- |
| 1  | Donovan Mitchell (Cavaliers de Cleveland) | 1                      | 2                   | 1                     | 1,5           |
| 2  | Jalen Brunson (Knicks de New York)        | 2                      | 3                   | 2                     | 2,5           |
| 3  | LaMelo Ball (Hornets de Charlotte)        | 3                      | 1                   | 7                     | 3             |
| 4  | Trae Young (Hawks d'Atlanta)              | 4                      | 5                   | 6                     | 5             |
| 5  | Damian Lillard (Bucks de Milwaukee)       | 8                      | 4                   | 5                     | 5,25          |
| 6  | Cade Cunningham (Pistons de Détroit)      | 5                      | 6                   | 4                     | 5,25          |
| 7  | Darius Garland (Cavaliers de Cleveland)   | 5                      | 8                   | 3                     | 6             |
| 8  | Tyrese Maxey (76ers de Philadelphie)      | 7                      | 7                   | 8                     | 7,25          |
| 9  | Tyler Herro (Heat de Miami)               | 10                     | 10                  | 8                     | 9,5           |
| 10 | Jordan Poole (Wizards de Washington)      | 14                     | 9                   | 8                     | 10            |

| #  | Joueur (équipe)                            | Classement des joueurs | Classement des fans | Classement des médias | Score pondéré |
| -- | ------------------------------------------ | ---------------------- | ------------------- | --------------------- | ------------- |
| 1  | Giánnis Antetokoúnmpo (Bucks de Milwaukee) | 1                      | 1                   | 1                     | 1             |
| 2  | Jayson Tatum (Celtics de Boston)           | 2                      | 2                   | 1                     | 1,75          |
| 3  | Karl-Anthony Towns (Knicks de New York)    | 3                      | 3                   | 3                     | 3             |
| 4  | / Paolo Banchero (Magic d'Orlando)         | 5                      | 4                   | 5                     | 4,50          |
| 5  | Evan Mobley (Cavaliers de Cleveland)       | 4                      | 6                   | 4                     | 5             |
| 6  | Jaylen Brown (Celtics de Boston)           | 6                      | 5                   | 5                     | 5,25          |
| 7  | Franz Wagner (Magic d'Orlando)             | 11                     | 7                   | 5                     | 7,5           |
| 8  | Jarrett Allen (Cavaliers de Cleveland)     | 8                      | 9                   | 5                     | 7,75          |
| 9  | Joel Embiid (76ers de Philadelphie)        | 7                      | 10                  | 5                     | 8             |
| 10 | Mikal Bridges (Knicks de New York)         | 11                     | 11                  | 5                     | 9,5           |

##### Conférence Ouest
| * | Sélectionné en tant que titulaire |

| #  | Joueur (équipe)                                   | Classement des joueurs | Classement des fans | Classement des médias | Score pondéré |
| -- | ------------------------------------------------- | ---------------------- | ------------------- | --------------------- | ------------- |
| 1  | Shai Gilgeous-Alexander (Thunder d'Oklahoma City) | 1                      | 1                   | 1                     | 1             |
| 2  | Stephen Curry (Warriors de Golden State)          | 2                      | 2                   | 2                     | 2             |
| 3  | Luka Dončić (Mavericks de Dallas)                 | 6                      | 3                   | 4                     | 4             |
| 4  | Anthony Edwards (Timberwolves du Minnesota)       | 3                      | 5                   | 3                     | 4             |
| 5  | Kyrie Irving (Mavericks de Dallas)                | 4                      | 4                   | 5                     | 4,25          |
| 6  | Ja Morant (Grizzlies de Memphis)                  | 7                      | 7                   | 5                     | 6,5           |
| 7  | James Harden (Clippers de Los Angeles)            | 12                     | 6                   | 5                     | 7,25          |
| 8  | De'Aaron Fox (Kings de Sacramento)                | 8                      | 8                   | 5                     | 7,25          |
| 9  | Devin Booker (Suns de Phoenix)                    | 5                      | 9                   | 11                    | 8,5           |
| 10 | Norman Powell (Clippers de Los Angeles)           | 9                      | 10                  | 5                     | 8,5           |

| #  | Joueur (équipe)                           | Classement des joueurs | Classement des fans | Classement des médias | Score pondéré |
| -- | ----------------------------------------- | ---------------------- | ------------------- | --------------------- | ------------- |
| 1  | Nikola Jokić (Nuggets de Denver)          | 1                      | 1                   | 1                     | 1             |
| 2  | LeBron James (Lakers de Los Angeles)      | 2                      | 2                   | 4                     | 2,5           |
| 3  | Kevin Durant (Suns de Phoenix)            | 2                      | 3                   | 5                     | 3,25          |
| 4  | Victor Wembanyama (Spurs de San Antonio)  | 4                      | 4                   | 2                     | 3,5           |
| 5  | Anthony Davis (Lakers de Los Angeles)     | 5                      | 5                   | 3                     | 4,5           |
| 6  | Alperen Şengün (Rockets de Houston)       | 9                      | 6                   | 8                     | 7,25          |
| 7  | Jalen Williams (Thunder d'Oklahoma City)  | 6                      | 7                   | 9                     | 7,25          |
| 8  | Jaren Jackson Jr. (Grizzlies de Memphis)  | 7                      | 10                  | 6                     | 8,25          |
| 9  | Domantas Sabonis (Kings de Sacramento)    | 8                      | 9                   | 7                     | 8,25          |
| 10 | Andrew Wiggins (Warriors de Golden State) | 12                     | 8                   | 9                     | 11,5          |

### Sélection des remplaçants
Les entraîneurs de chaque conférence désignent 7 remplaçants par conférence, qui sont dévoilés le 30 janvier.
| Joueur          | Équipe                 |
| --------------- | ---------------------- |
| Jaylen Brown    | Celtics de Boston      |
| Cade Cunningham | Pistons de Détroit     |
| Darius Garland  | Cavaliers de Cleveland |
| Tyler Herro     | Heat de Miami          |
| Damian Lillard  | Bucks de Milwaukee     |
| Evan Mobley     | Cavaliers de Cleveland |
| Pascal Siakam   | Pacers de l'Indiana    |
| Trae Young      | Hawks d'Atlanta        |

| Joueur            | Équipe                                    |
| ----------------- | ----------------------------------------- |
| Anthony Davis     | Lakers de Los Angeles Mavericks de Dallas |
| Anthony Edwards   | Timberwolves du Minnesota                 |
| James Harden      | Clippers de Los Angeles                   |
| Kyrie Irving      | Mavericks de Dallas                       |
| Jaren Jackson Jr. | Grizzlies de Memphis                      |
| Alperen Şengün    | Rockets de Houston                        |
| Victor Wembanyama | Spurs de San Antonio                      |
| Jalen Williams    | Thunder d'Oklahoma City                   |

### Effectifs
| Position                                               | Joueur                  | Équipe                  |
| Titulaires                                             | Titulaires              | Titulaires              |
| ------------------------------------------------------ | ----------------------- | ----------------------- |
| Ailier fort                                            | Pascal Siakam           | Pacers de l'Indiana     |
| Pivot                                                  | Nikola Jokić            | Nuggets de Denver       |
| Pivot                                                  | Karl-Anthony Towns      | Knicks de New York      |
| Meneur                                                 | Shai Gilgeous-Alexander | Thunder d'Oklahoma City |
| Arrière                                                | Donovan Mitchell        | Cavaliers de Cleveland  |
| Remplaçants                                            |                         |                         |
| Pivot                                                  | Alperen Şengün          | Rockets de Houston      |
| Pivot                                                  | Victor Wembanyama       | Spurs de San Antonio    |
| Meneur                                                 | Trae Young              | Hawks d'Atlanta         |
| Entraîneur : Mark Daigneault (Thunder d'Oklahoma City) |                         |                         |

| Position                                             | Joueur         | Équipe                   |
| Titulaires                                           | Titulaires     | Titulaires               |
| ---------------------------------------------------- | -------------- | ------------------------ |
| Ailier                                               | Jayson Tatum   | Celtics de Boston        |
| Ailier fort                                          | Kevin Durant   | Suns de Phoenix          |
| Meneur                                               | Stephen Curry  | Warriors de Golden State |
| Meneur                                               | James Harden   | Clippers de Los Angeles  |
| Meneur                                               | Damian Lillard | Bucks de Milwaukee       |
| Remplaçants                                          |                |                          |
| Ailier                                               | Jaylen Brown   | Celtics de Boston        |
| Meneur                                               | Kyrie Irving   | Mavericks de Dallas      |
| Entraîneur : Kenny Atkinson (Cavaliers de Cleveland) |                |                          |

| Position                                          | Joueur            | Équipe                  |
| Titulaires                                        | Titulaires        | Titulaires              |
| ------------------------------------------------- | ----------------- | ----------------------- |
| Ailier fort                                       | Jaren Jackson Jr. | Grizzlies de Memphis    |
| Ailier fort                                       | Evan Mobley       | Cavaliers de Cleveland  |
| Ailier                                            | Jalen Williams    | Thunder d'Oklahoma City |
| Meneur                                            | Jalen Brunson     | Knicks de New York      |
| Arrière                                           | Tyler Herro       | Heat de Miami           |
| Remplaçants                                       |                   |                         |
| Meneur                                            | Darius Garland    | Cavaliers de Cleveland  |
| Meneur                                            | Cade Cunningham   | Pistons de Détroit      |
| Entraîneur : Dave Bliss (Thunder d'Oklahoma City) |                   |                         |

| Position                                         | Joueur               | Équipe                   |
| Titulaires                                       | Titulaires           | Titulaires               |
| ------------------------------------------------ | -------------------- | ------------------------ |
| Meneur                                           | Stephon Castle       | Spurs de San Antonio     |
| Pivot                                            | Zach Edey            | Grizzlies de Memphis     |
| Meneur                                           | Keyonte George       | Jazz de l'Utah           |
| Arrière                                          | Dalton Knecht        | Lakers de Los Angeles    |
| Ailier                                           | Jaylen Wells         | Grizzlies de Memphis     |
| Remplaçants                                      |                      |                          |
| Ailier                                           | Ryan Dunn            | Suns de Phoenix          |
| Ailier fort                                      | Trayce Jackson-Davis | Warriors de Golden State |
| Arrière                                          | Amen Thompson        | Rockets de Houston       |
| Entraîneur : Jordan Ott (Cavaliers de Cleveland) |                      |                          |

### Compétition
|  | Demi-finales      | Demi-finales      |          |    | Finale | Finale |
|  | Demi-finales      | Demi-finales      |          |    | Finale | Finale |
|  |                   |                   |          |    |        |        |
|  |                   |                   |          |    |        |        |
|  |                   |                   |          |    |        |        |
|  | Team OGs          | 41                |          |    |        |        |
|  | Team OGs          | 41                |          |    |        |        |
|  | Team Rising Stars | 35                |          |    |        |        |
|  | Team Rising Stars | 35                | Team OGs | 41 |        |        |
|  |                   |                   | Team OGs | 41 |        |        |
|  |                   | Team Global Stars | 25       |    |        |        |
|  | Team Young Stars  | Team Global Stars | 25       | 32 |        |        |
|  | Team Young Stars  |                   |          | 32 |        |        |
|  | Team Global Stars | 41                |          |    |        |        |
|  | Team Global Stars | 41                |          |    |        |        |

MVP :  Stephen Curry

## All-Star Week-end

### Rising Stars Challenge

#### Composition des équipes
La composition des équipes est annoncée le 5 février, avec un total de 24 joueurs, repartis entre les rookies, sophomores et les joueurs de la NBA Gatorade League.
| Joueur               | Équipe                   |
| -------------------- | ------------------------ |
| Stephon Castle       | Spurs de San Antonio     |
| Ryan Dunn            | Suns de Phoenix          |
| Zach Edey            | Grizzlies de Memphis     |
| Keyonte George       | Jazz de l'Utah           |
| Trayce Jackson-Davis | Warriors de Golden State |
| Dalton Knecht        | Lakers de Los Angeles    |
| Jaylen Wells         | Grizzlies de Memphis     |

| Joueur             | Équipe                          |
| ------------------ | ------------------------------- |
| Toumani Camara     | Trail Blazers de Portland       |
| Carlton Carrington | Wizards de Washington           |
| Bilal Coulibaly    | Wizards de Washington           |
| Scoot Henderson    | Trail Blazers de Portland       |
| Yves Missi         | Pelicans de La Nouvelle-Orléans |
| Amen Thompson      | Rockets de Houston              |
| Ausar Thompson     | Pistons de Détroit              |

| Joueur             | Équipe                   |
| ------------------ | ------------------------ |
| Anthony Black      | Magic d'Orlando          |
| Tristan da Silva   | Magic d'Orlando          |
| Gradey Dick        | Raptors de Toronto       |
| Jaime Jaquez Jr.   | Heat de Miami            |
| Zaccharie Risacher | Hawks d'Atlanta          |
| Alex Sarr          | Wizards de Washington    |
| Brandin Podziemski | Warriors de Golden State |

| Joueur         | Équipe                      |
| -------------- | --------------------------- |
| JD Davison     | Celtics du Maine            |
| Mac McClung    | Magic d'Osceola             |
| Bryce McGowens | Remix de Rip City           |
| Leonard Miller | Wolves de l'Iowa            |
| Dink Pate      | Capitanes de Mexico         |
| Reed Sheppard  | Vipers de Rio Grande Valley |
| Pat Spencer    | Warriors de Santa Cruz      |

#### Compétition
|  | Demi-finales  | Demi-finales  |            |    | Finale | Finale |
|  | Demi-finales  | Demi-finales  |            |    | Finale | Finale |
|  |               |               |            |    |        |        |
|  |               |               |            |    |        |        |
|  |               |               |            |    |        |        |
|  | Team Chris    | 40            |            |    |        |        |
|  | Team Chris    | 40            |            |    |        |        |
|  | Team Tim      | 34            |            |    |        |        |
|  | Team Tim      | 34            | Team Chris | 25 |        |        |
|  |               |               | Team Chris | 25 |        |        |
|  |               | Team G League | 14         |    |        |        |
|  | Team G League | Team G League | 14         | 40 |        |        |
|  | Team G League |               |            | 40 |        |        |
|  | Team Mitch    | 39            |            |    |        |        |
|  | Team Mitch    | 39            |            |    |        |        |

MVP :  Stephon Castle

### Concours de dunk
Cette année les participants sont : Matas Buzelis, Stephon Castle, Andre Jackson Jr. et Mac McClung pensionnaire de la NBA G League.
| Joueur            | Équipe                         | 1er tour       | Finale         |
| ----------------- | ------------------------------ | -------------- | -------------- |
| Mac McClung       | Magic d'Osceola (NBA G League) | 100 (50+50)    | 100 (50+50)    |
| Stephon Castle    | Spurs de San Antonio           | 95 (47.2+47.8) | 99.6 (49.6+50) |
| Andre Jackson Jr. | Bucks de Milwaukee             | 88.8 (43.8+45) | N/A            |
| Matas Buzelis     | Bulls de Chicago               | 87.4 (40+47.4) | N/A            |

Vainqueur :  Mac McClung

### Concours de tirs à trois points
Les participants du concours de tirs à trois points sont : Jalen Brunson, Cade Cunningham, Darius Garland, Tyler Herro, Buddy Hield, Cameron Johnson, Damian Lillard et Norman Powell.
| Pos.    | Joueur          | Équipe                   | 1er tour  | Finale    |
| ------- | --------------- | ------------------------ | --------- | --------- |
| Arrière | Tyler Herro     | Heat de Miami            | 19 points | 24 points |
| Arrière | Buddy Hield     | Warriors de Golden State | 31 points | 23 points |
| Meneur  | Darius Garland  | Cavaliers de Cleveland   | 24 points | 19 points |
| Meneur  | Jalen Brunson   | Knicks de New York       | 18 points | N/A       |
| Meneur  | Damian Lillard  | Bucks de Milwaukee       | 18 points | N/A       |
| Meneur  | Cade Cunningham | Pistons de Détroit       | 16 points | N/A       |
| Ailier  | Cameron Johnson | Nets de Brooklyn         | 14 points | N/A       |
| Arrière | Norman Powell   | Clippers de Los Angeles  | 14 points | N/A       |

Vainqueur :  Tyler Herro

### Skills Challenge
Team Cavs
| Joueur                       | Équipe                 |
| ---------------------------- | ---------------------- |
| Donovan Mitchell Evan Mobley | Cavaliers de Cleveland |

Team Rookies
| Joueur                       | Équipe                                |
| ---------------------------- | ------------------------------------- |
| Zaccharie Risacher Alex Sarr | Hawks d'Atlanta Wizards de Washington |

Team Spurs
| Joueur                       | Équipe               |
| ---------------------------- | -------------------- |
| Chris Paul Victor Wembanyama | Spurs de San Antonio |

Team Warriors
| Joueur                     | Équipe                   |
| -------------------------- | ------------------------ |
| Draymond Green Moses Moody | Warriors de Golden State |